# 王惟俭
王惟儉（？—？），一作維儉，字損之，號符禺，河南宣武衛籍祥符（今屬開封市）人，明朝萬曆年間政治人物。

## 生平
二月二十五日生，治易经。萬曆十九年辛卯科鄉試第二十五名舉人，二十三年（1595年）乙未科會試第九十名，廷試三甲第三十九名進士。大理寺觀政，本年六月授任山東濰縣知縣，二十八年升兵部職方主事，二十九年奉旨为民。萬曆三十年（1602年）春，遼東總兵官馬林忤稅使高淮被逮，兵部尚書田樂等營救之。神宗大怒，惟儉因此獲罪，削籍回家。
光宗時，任光祿丞，天啓元年（1621年）四月升本寺少卿，二年六月升順天府府丞，三年八月遷大理寺左少卿。天启三年（1623年）八月，擢升右僉都御史、山東巡撫，五年三月升南京户部右侍郎，後被魏忠賢黨人田景新構陷，五年十一月落職賦閒，憂憤而卒。著有《文心雕龍訓故》十卷。

## 家族
曾祖王琇，嘉靖癸未進士、兵备副使，前南京湖廣道御史。祖父王中逵，隆庆戊辰進士、知縣，崇祀乡贤。父王正谊，封知縣。母耿氏，贈孺人；庶母李氏。严侍下。弟王之棟（纳级指挥）、王惟讓（庠生）、王惟節、王惟誠。娶李氏，封孺人。

## 延伸阅读
[在维基数据编辑]
 《明史卷二百八十八》，出自《明史》